# García Hurtado de Mendoza
Pour les articles homonymes, voir Mendoza.
García Hurtado de Mendoza y Manrique, IVe marquis de Cañete, né à Cuenca le 21 juillet 1535 et mort à Madrid le 4 février 1609 , est un militaire espagnol, qui est gouverneur du Chili et VIIIe vice-roi du Pérou.
C'est en son honneur qu'est nommée la ville argentine de Mendoza.

## Biographie
Le premier établissement humain espagnol de la province de Mendoza, dans l'actuelle Argentine, est fondé le 2 mars 1561. C'est le capitaine Pedro del Castillo qui fonda la ville de Mendoza del Nuevo Valle de La Rioja, transformée plus tard en capitale provinciale. La ville fut ainsi nommée en hommage au gouverneur du Chili, García Hurtado de Mendoza.
S'estimant discrédité par La Araucana d'Alonso de Ercilla, Hurtado de Mendoza commande à Pedro de Oña un poème épique pour restaurer son image : Arauco Domado, publié en 1596.